# IL Runar
Ne pas confondre avec le Sandefjord TIF, un autre club omnisports de Sandefjord.
L'Idrettslaget Runar est un club omnisports norvégien basé à Sandefjord et fondé 1949. Il est notamment connu pour sa section de handball mais possède également des sections d'athlétisme et de football.

## Section handball
Palmarès
- Vainqueur du Championnat de Norvège (5) : 1991, 1993, 1994, 1997, 2000
- Vainqueur de la Coupe de Norvège (4) : 1993, 1996, 1998, 2009
  - Finaliste (6) en 1991, 1992, 1997, 1997, 2001, 2003, 2005

Personnalités
- Frank Løke : joueur de 1998 à 2003 et depuis 2016
- Heidi Løke : joueuse formée au club jusqu'en 2000
- Christoffer Rambo : joueur avant 2010
- Einar Riegelhuth Koren : joueur avant 2006